# Good morning, папа!
«Good morning, папа!» (укр. «Добрий ранок, тату!») — шостий сингл російсько-українського гурту «ВІА Гра», з альбому "Стоп! Снято. Це останній кліп за участю Альони Вінницької.

## Відеокліп
Шостий кліп гурту ВІА Гра. Режисер кліпу Семен Горов.

## Учасники запису
- Альона Вінницька
- Анна Сєдокова
- Тетяна Найник
- Надія Грановська (участь у записі оригінальної версії не брала, знялася лише в кліпі, коли повернулася в групу після народження дитини)

## Офіційні версії пісні
- Good morning, папа! (Альбомна версія)
- Good morning, папа! (Радіо версія)
- Good morning, папа! (Strong mix by RainMan)
- Good morning, папа! (ING mix by RainMan)